# كاظم السماوي
كاظم السَّماوي (1919 - 15 مارس 2010) شاعر عراقي. ولد في مدينة السماوة. تخرج في دار المعلمين الريفية سنة 1940 وواصل دراسته العليا فتخرج في كلية الآداب بالمجر سنة 1956. نشر قصائده في الصحف والمجلات العراقية ثم عمل في الحقل الصحافي وكان ذا نزعة تقدمية. عاش معظم حياته في المنفى وتنقل بين بغداد وبيروت ودمشق واللاذقية ثم استقر في ستوكهولم وعاش فيها حتى وفاته. له عدة دواوين شعرية.

## سيرته
ولد كاظم السماوي سنة 1919 في مدينة السماوة بمحافظة المثنى. تخرج في دار المعلمين الريفية سنة 1940 وواصل دراسته العليا فتخرج في كلية الآداب بالمجر سنة 1956.

أسس مع رفاق له أول حركة للسلام في العراق عام 1952. مثّل العراق في مؤتمر السلام لشعوب آسيا والباسيفيك في الصين عام 1952 ثم في مؤتمر شعوب السلام في فيينا عام 1952 و مؤتمر شعوب الشرقين الأدنى والأوسط في بيروت عام 1953. أسقطت عنه الجنسية العراقية عام 1954م مع رفيقيه عزيز شريف وصفاء الحافظ. غادر العراق وأمضى سبعة أعوام في منفاه الأول في هنغاريا. عاد إلى العراق بعد ثورة 14 تموز وعُين مديراً للإذاعة والتلفزيون في الأعوام 1959-1961. وقد ارتبط بعلاقة وثيقة مع الشعب الكردي من خلال صحيفته الإنسانية التي أصدرها ببغداد بعد ثورة تموز وناصر فيها قضية الشعب الكردي مما أدى إلى زجّه في السجن .

غادر العراق إلى ألمانيا الديمقراطية في رحلته الثانية في المنفى عام 1964م بعد انقلاب 8 شباط . غادر إلى الصين واستقر في منفاه الثالث من عام 1977-1980م.

اُغتيل ولده نصير في بكين عام 1991. ثم ترك الصين لاجئا إلى السويد وأصدر ديوانه فصول الريح ورحيل الغريب عام 1993.

استقر في ستوكهولم وعاش فيها وحيدا، بعدما فقد أفراد عائلته الواحد تلو الآخر، وتوفيت زوجته متأثرة على ابنها، واختطف وولده رياض في بغداد، التي جاء إليها عائدا من دراسته في ألمانيا، وزج به في الحرب العراقية الإيرانية فتوفي في سنوات لاحقة مصابا بالسرطان، وفي لندن قبل عام ونيف عن وفاته، توفيت ابنته الصحفية تحرير. 

توفي في 15 مارس 2015 في ستوكهولم وأمر الرئيس طالباني بنقل جثمانه بطائرة خاصة ليدفن في العراق بالسليمانية، ودفن هناك وقد نعاه الطالباني وعدد من الكتاب والشعراء والصحفيون العراقيون.

## مؤلفاته
من دواوينه الشعرية:
- أغاني القافلة
- ملحمة الحرب والسلم
- إلى الأمام أبدًا
- فصول الريح ورحيل الغريب
- قصائد للرصاص، قصائد للمطر
- رياح هانوي
- إلى اللقاء في منفي آخر

كتابين نثريين:
- الفجر الأحمر فوق هنغاريا
- حوار حول ماوتسي تونك

وصدر له الأعمال الكاملة في 1994. و نشرت مذكراته تحت عنوان خمسون عاما من الرحيل بين المنافي في أكثر من ثلاثين حلقة في جريدة الاتحاد، بجانب العديد من القصائد والمقالات الأخرى .

## وصلات خارجية
- في موقع أرشيف المجلات